# لیندن (نیوجرسی)
لیندن (به انگلیسی: Linden) شهری در ایالت نیوجرسی کشور ایالات متحده آمریکا است که جمعیت آن در سرشماری سال ۲۰۱۰ میلادی، ۴۰٬۴۹۹ نفر بوده‌است.